# Pete (Zeitschrift)
Pete – Eine Zeitschrift für die Jugend war eine Zeitschrift, die zwischen 1951 und 1962 in Deutschland veröffentlicht wurde.

## Autor und Verlag
Das Heft No. 1 mit 32 Seiten erschien am 8. Oktober 1951 unter dem Titel Das Nachtgespenst. Alle Hefte kamen in dem auf Trivialliteratur spezialisierten Uta-Verlag heraus, der 1961 vom Erich Pabel Verlag in Rastatt übernommen wurde. Die titelgebenden Geschichten wurden von Joachim Rennau unter dem Pseudonym Rolf Randall verfasst. Zusätzlich zu den 200 Ausgaben des Heftes gab es weitere 50 Pete-Bücher, die zeitweise noch 1978 in der hannoverschen Günther-Wagner-Pelikan-Werke GmbH (später:Pelikan AG) herauskamen. Die Illustrationen auf der Titelseite kamen meist von Klaus Dill, der auch Filmplakate zeichnete.

## Inhalte
Neben Geschichten über den namensgebenden Jungen Pete, die im fiktiven Örtchen Somerset im Wilden Westen des ausgehenden 19. Jahrhunderts spielten, enthielten die Ausgaben Sachartikel mit Wissenswertem für Jugendliche. Die Geschichten handeln von Kindern und Jugendlichen um Pete Simmers, die oftmals Verbrecher jagen, Unrecht aufdecken oder einfach nur kleine Fehden mit Nachbarskindern austragen.
Zu der Heftreihe existierten auch Jugendclubs. Die Gruppen eiferten den Romanfiguren nach, Gutes zu tun, ähnlich einer Pfadfindergruppe. Das Heft diente zur Kommunikation der Clubs untereinander. Dazu druckte  die Redaktion Nachrichten der einzelnen Clubs ab.